# إليونور النمساوية (1582-1620)
أرشيدوقة إليانور من النمسا (بالألمانية: Eleonore von Österreich) (و. 1582 – 1620 م) هي راهبة نمساوية، ولدت في غراتس، توفيت عن عمر يناهز 38 عاماً.